# 正親町公澄
正親町公澄（おおぎまち きんずみ 永享2年（1430年） - 文明2年（1470年）11月4日）は、室町時代中期の公卿。

## 官歴
- 享徳2年（1453年）：正四位上、右近衛中将、参議
- 享徳3年（1454年）：従三位、備中権守
- 康正3年（1457年）：正三位、権中納言
- 長禄4年（1460年）：右衛門督
- 寛正6年（1465年）：従二位
- 文明2年（1470年）：権大納言

## 系譜
- 父：正親町実秀（裏辻実秀）
- 兄：正親町持季
- 兄：小倉季種
- 子：正親町実澄